# Єсім (Акжаїцький район)
Єсі́м (каз. Есім) — село у складі Акжаїцького району Західноказахстанської області Казахстану. Входить до складу Базаршоланського сільського округу.
Населення — 77 осіб (2021; 244 у 2009, 281 у 1999, 290 у 1989).